# آنالیز داده‌های هندسی
آنالیز داده‌های هندسی (انگلیسی: Geometric data analysis (GDA)) شامل جنبه های هندسی آنالیز تصویر ، بازشناخت الگو ، آنالیز شکل و رویکرد آمار چند متغیره است که مجموعه داده‌های دلخواه را به عنوان ابرهایی از نقاط در فضایی n-بعدی در نظر می گیرد. این شامل آنالیز داده‌های توپولوژیکی ، آنالیز خوشه‌ای ، آنالیز داده‌های استقرایی، آنالیز تناظر ، آنالیز تناظر چندگانه ، آنالیز مؤلفه‌های اصلی و آنالیز کاوشگرانه داده‌ها است.

### هندسه دیفرانسیل و آنالیز داده‌ها
- Differential Geometry and Statistics, M.K. Murray, J.W. Rice, Chapman and Hall/CRC, شابک ‎۹۷۸−۰−۴۱۲−۳۹۸۶۰−۵